# Cercanías di Madrid
Le Cercanías di Madrid sono un sistema di trasporto pubblico locale dell'area metropolitana madrilena.
Tutte le nove linee della rete sono gestite dalla società statale Renfe Operadora. Queste si sviluppano su 370 km di ferrovie appartenenti all'Administrador de Infraestructuras Ferroviarias (ADIF) e servono 90 stazioni.
La rete offre collegamento tra la città di Madrid e i principali comuni della comunità autonoma di Madrid, nonché ad alcuni comuni delle limitrofe province di Guadalajara e Segovia.

## Storia

### Le prime linee della rete
Nel 1989, RENFE ha diviso i suoi servizi in aree commerciali, ognuna con i propri simboli e la propria livrea. I colori oro e blu sono stati sostituiti dai colori rosso, bianco e grigio del nuovo marchio cercanías e furono realizzate nuove mappe della rete, dove le linee erano numerate in senso orario da nord, da Madrid a:
- C-1 Cantoblanco (successivamente esteso a Colmenar Viejo)
- C-2 Guadalajara
- C-3 Aranjuez
- C-4 Parla
- C-5 Fuenlabrada
- C-6 Móstoles
- C-7 Las Rozas (poi ritorno a Madrid)
- C-8 El Escorial/Cercedilla
- C-9 Cotos

Nel 1991 è stata terminata la costruzione della galleria ferroviaria che attraversa Madrid e che permetteva il collegamento della linea C-5 con la linea C-6; ciò ha comportato la soppressione della linea C-6, sostituita dalla C-5 nel tratto abbandonato.
Allo stesso tempo, si è verificato un cambiamento nella crescita dell'area metropolitana di Madrid: le nuove iniziative abitative si spostarono dalla parte nord-est e sud-ovest della regione a quella nord-ovest. La RENFE ha quindi avviato un ambizioso piano di crescita della rete cercanías: l'ammodernamento dell'ottocentesca linea di cintura dalla decadente stazione di Norte, ora ribattezzata Príncipe Pío, alla stazione di Atocha, attraverso gli ex quartieri industriali a sud del centro di Madrid, interrandolo da Príncipe Pío a Delicias. Questo progetto, chiamato "Corridoio Verde" (in spagnolo Pasillo Verde), ha creato anche nuove strade (come il viale Vallejo-Nájera e il viale Imperial) e nuovi progetti abitativi. Nel 1996 il Progetto "Pasillo Verde" è stato completato. È stata avviata una nuova linea, la C-10, che collega Collado Villalba alla stazione di Atocha attraverso la rinnovata linea di cintura.
Nel 2000, la linea C-1 è stata estesa alle città di Alcobendas e San Sebastián de los Reyes, alleggerendo il pesante traffico stradale tra queste città e Madrid. Nel 2003 è stata prolungata la linea C-7 fino a Colmenar Viejo e nel 2004 la C-5 fino a Humanes. Entrambi i prolungamenti sono stati fortemente voluti, perché entrambe le città erano già collegate a Madrid dalla ferrovia, quindi un servizio cercanías era considerato logico.
RENFE ha anche sviluppato i cosiddetti servizi CIVIS, che collegano le stazioni più importanti con il centro di Madrid, senza fermate intermedie.

### Attentati dell'11 marzo 2004
Gli attentati dell'11 marzo 2004 sono avvenuti su quattro treni che circolavano lungo la ferrovia Madrid-Alcalá-Guadalajara-Saragozza.
Uno dei treni era un Serie 450 a due piani che serviva la linea C-2 proveniente da Guadalajara e diretto a Chamartín; gli altri tre erano della Serie 446 che partivano da Alcalá de Henares: due che servivano la linea C-1 verso Alcobendas e uno che serviva la linea C-7, con arrivo a Príncipe Pío.
Dopo gli attentati, il servizio è stato ripristinato il giorno successivo, con il rafforzamento della sicurezza privata di RENFE. Le misure di sicurezza e la progettazione del materiale rotabile sono state accreditate per aver ridotto notevolmente il numero di vittime degli attacchi.

## La rete
| Linea     | Percorso                                                     | Inaugurazione o integrazione | Ultima estensione | Lunghezza | Stazioni | Gestore         | Note |
| --------- | ------------------------------------------------------------ | ---------------------------- | ----------------- | --------- | -------- | --------------- | ---- |
| Linea C1  | Príncipe Pío – Aeropuerto T4                                 | 2011                         | -                 | 24 km     | 11       | Renfe Operadora | -    |
| Linea C2  | Guadalajara – Chamartín                                      | 1990                         |                   | 65 km     | 19       | Renfe Operadora | -    |
| Linea C3  | Aranjuez - El Escorial                                       | 1980                         |                   | 106 km    | 24       | Renfe Operadora | -    |
| Linea C4  | Parla – Alcobendas-San Sebastián de los Reyes/Colmenar Viejo | 1981                         | 2008              | 62,2 km   | 18       | Renfe Operadora | -    |
| Linea C5  | Móstoles-El Soto – Humanes                                   | 1976                         | 1991              | 45 km     | 23       | Renfe Operadora | -    |
| Linea C7  | Alcalá de Henares - Fuente de la Mora                        | 1989                         |                   | 98 km     | 31       | Renfe Operadora | -    |
| Linea C8  | Atocha – Cercedilla                                          | 1989                         | 2018              | 78 km     | 16       | Renfe Operadora | -    |
| Linea C9  | Cercedilla - Cotos                                           | 1990                         |                   | 18 km     | 3        | Renfe Operadora | -    |
| Linea C10 | Villalba – Aeropuerto T4                                     | 2001                         |                   | 57 km     | 20       | Renfe Operadora | -    |

### Linea C-1
La linea C-1 collega la stazione di Príncipe Pío con la stazione di Aeropuerto T4 dell'aeroporto di Madrid-Barajas.

Dal momento che nel 2008 il tratto precedente è stato assorbito dalle linee C2 e C4, il 22 settembre 2011 venne aperta una nuova linea di Cercanías che raggiungesse l'aeroporto. Si aprì così una linea lunga quasi 24 km e 10 stazioni che collegasse la stazione di Príncipe Pío con l'aeroporto.

### Linea C-2
La linea C-2 collega la stazione di Guadalajara con la stazione di Chamartín.

La linea C-2 utilizza le rotaie della ferrovia Madrid-Saragozza ma, già nei primi anni novanta del XX secolo vi furono modifiche della linea con la costruzione della stazione di Coslada, che venne costruita dopo che la stazione di San Fernando-Coslada ha assunto il nome di San Fernando.
Nel 1996, tra le stazioni di Vallecas e Entrevías, venne inaugurata la stazione di El Pozo.
Nel 1998, in seguito all'inaugurazione della nuova sede dell'Assemblea di Madrid, la stazione di Entrevías assume il nome di Asamblea de Madrid-Entrevías.
Nel 1999, la stazione di Vallecas viene spostata di 200m a nord, in quanto all'epoca era prossima l'inaugurazione della stazione della metropolitana di Madrid Sierra de Guadalupe.
Nel 2004 venne inaugurata la stazione di La Garena, situata tra le stazioni di Torrejón de Ardoz e Alcalá de Henares.
Nel 2008, la linea C-2 assorbe buona parte del percorso della linea C-1. Tale operazione infrastrutturale è dovuta all'inaugurazione di un secondo tunnel sotterraneo che collega le stazioni di Atocha e Chamartín.
Nel 2015 venne inaugurata la stazione di Soto del Henares, situata tra le stazioni di Torrejón de Ardoz e La Garena.

### Linee C-3 e C-3a
La linea C-3 collega la stazione di Aranjuez con quella di El Escorial. La linea è stata inaugurata nel 1980.

### Linea C-4
La linea C-4 collega la stazione di Parla con le stazioni di Colmenar Viejo o Alcobendas-San Sebastián de los Reyes. La linea è stata inaugurata nel 1981.

La linea è stata inaugurata nel 1981 con il primo tratto tra Atocha e Parla, sui binari dell'antica linea Madrid-Ciudad Real. Contemporaneamente, viene inaugurata la stazione di Getafe Sector 3.
Nel 1994, la stazione di Parla viene spostata verso il centro del comune omonimo.
Nel 2000, la stazione di superficie di Getafe Centro viene sostituita da una stazione sotterranea con lo stesso nome. L'operazione infrastrutturale è dovuta ai lavori di costruzione della Metrosur.
Nel 2008, la linea, attraversando il passante tra Atocha e Chamartín, assorbe buona parte delle linee C1, C7 e C10 sino ai capolinea attuali (Colmenar Viejo e Alcobendas-San Sebastián de los Reyes).
Nel 2009, entra in servizio la stazione di Sol.

### Linea C-5
La linea C-5 collega la stazione di Móstoles-El Soto con quella di Humanes. La linea è stata inaugurata nel 1976 come linea C-6 ma, nel 1980, viene inaugurata la linea attuale. Si tratta di una linea semicircolare perché, malgrado i due capolinea si trovino a sud della metropoli, la linea passa per la stazione di Madrid-Atocha (corrispondenza con le altre linee di Cercanías).

Nel 1976, sui binari dell'antica linea Madrid-Almorox, viene inaugurata la linea C-6, che all'epoca collegava Aluche con Móstoles ed era lunga 11 km.
Nel 1980, viene inaugurata l'attuale linea C-5, che collegava Atocha con Fuenlabrada ed era lunga 20 km.
Nel 1983, la linea C6 viene prolungata fino a Móstoles-El Soto.
Nel 1984, la linea C6 viene estesa fino a Laguna.
Nel 1989, vengono inaugurate 4 nuove stazioni: Méndez Álvaro, Doce de Octubre, Orcasitas e Puente Alcocer, che nella linea C5 sostituiscono Villaverde Bajo (ora in servizio per le linee C3 e C4). Contemporaneamente, il tratto tra Laguna e Atocha viene inaugurato grazie ad una nuova stazione della linea C6: Embajadores.
Nel 1991, il tratto della linea C6 tra Atocha e Móstoles viene integrata nella linea C5, che diventa linea unica a tutti gli effetti.
Nel 2001, le stazioni di Móstoles, Alcorcón, Cuatro Vientos, Leganés e Fuenlabrada vengono ristrutturate per permettere la corrispondenza con la metropolitana di Madrid, soprattutto con la MetroSur.
Nel 2003, viene inaugurata la stazione di Las Retamas, ad Alcorcón.
Nel 2004, viene inaugurata la stazione di Parque Polvoranca, a sud di Leganés.

### Linea C-7
La linea C-7 collega la stazione di Alcalá de Henares con quella di Fuente de la Mora. La linea è stata inaugurata nel 1989.

### Linea C-8
La linea C-8 collega la stazione di Atocha con la stazione di Cercedilla.

### Linea C-9
La linea C-9 collega la stazione di Cercedilla con quella di Cotos.

### Linea C-10
La linea C-10 collega la stazione di Villalba con quella di Fuente de la Mora.

## Mappe delle linee

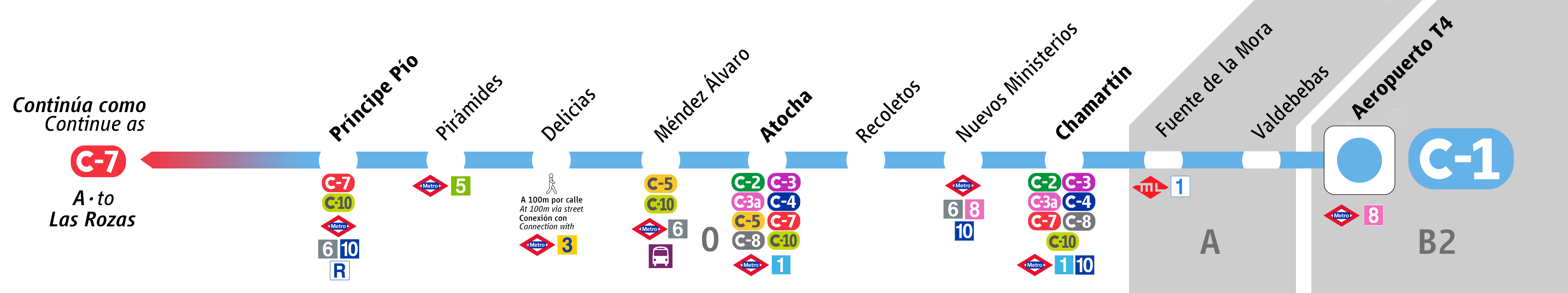
Linea C-1
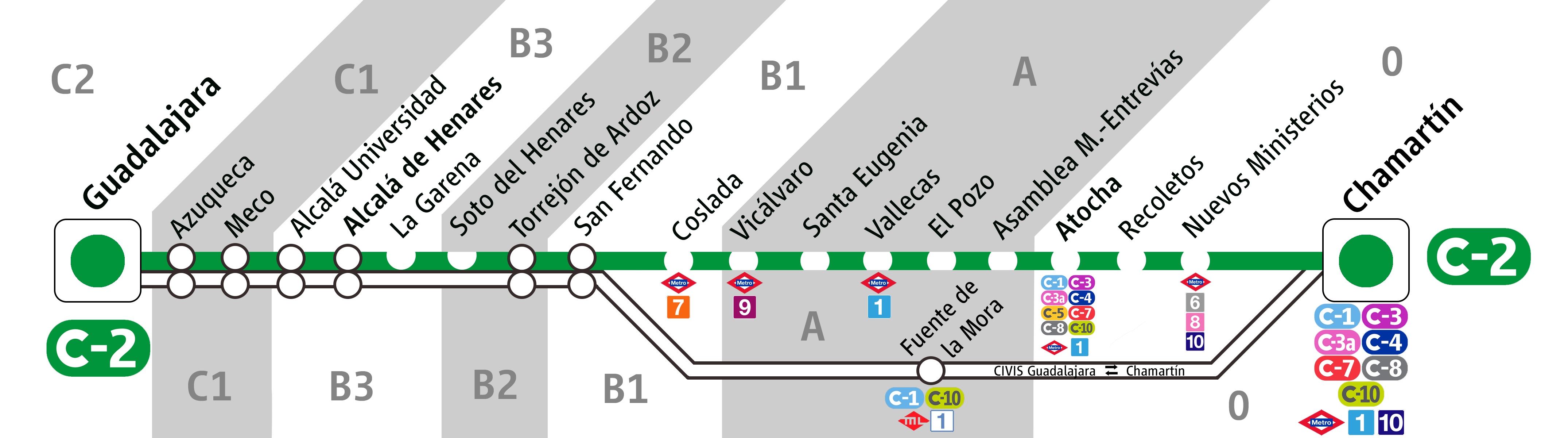
Linea C-2
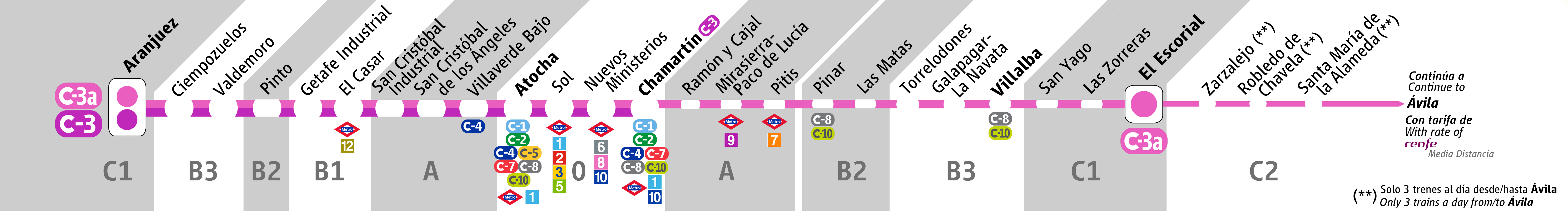
Linee C-3 e C-3a
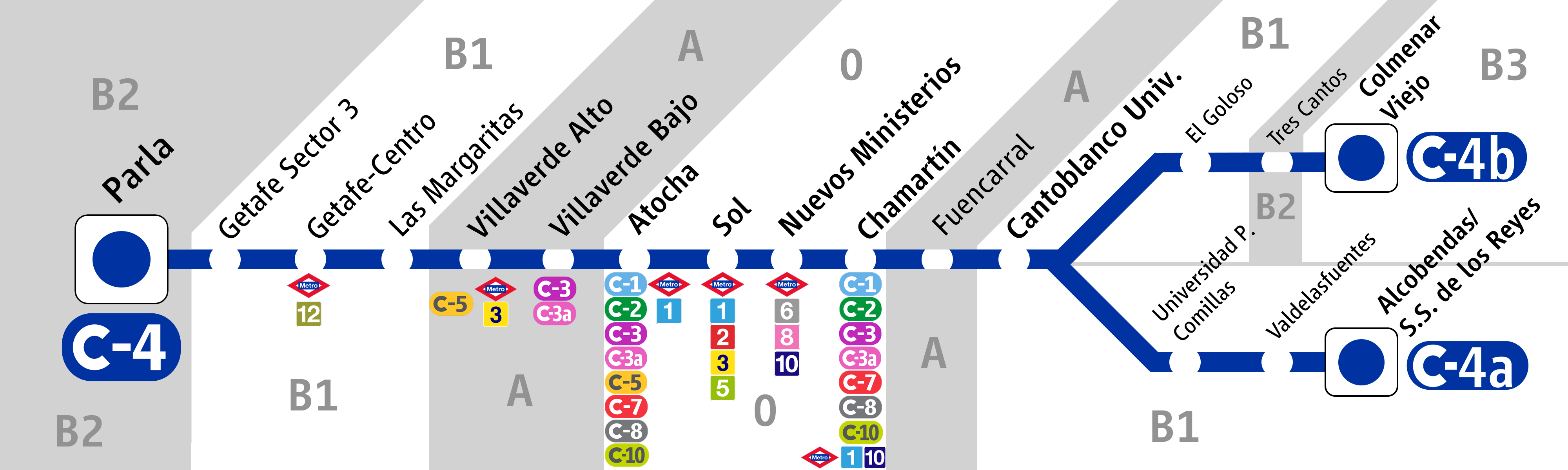
Linea C-4

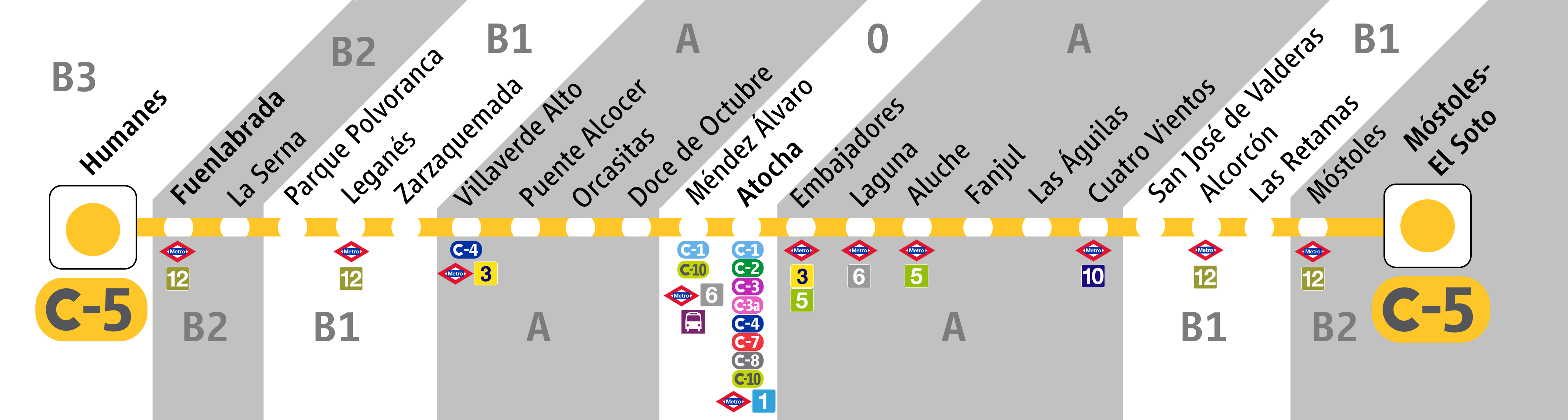
Linea C-5
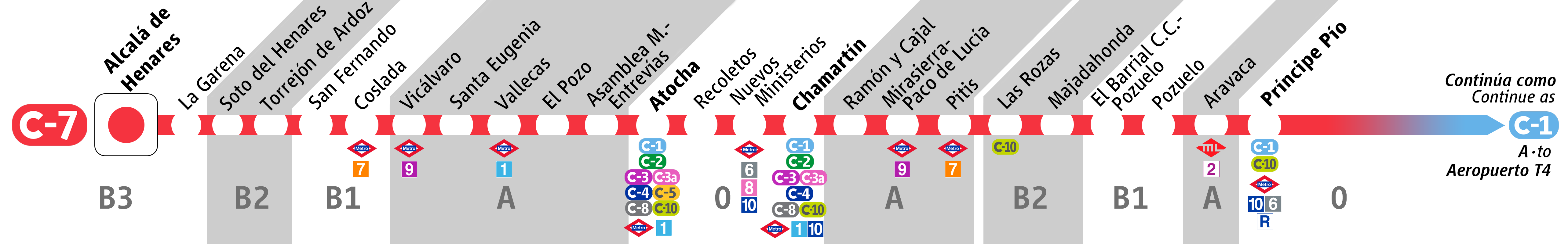
Linea C-7
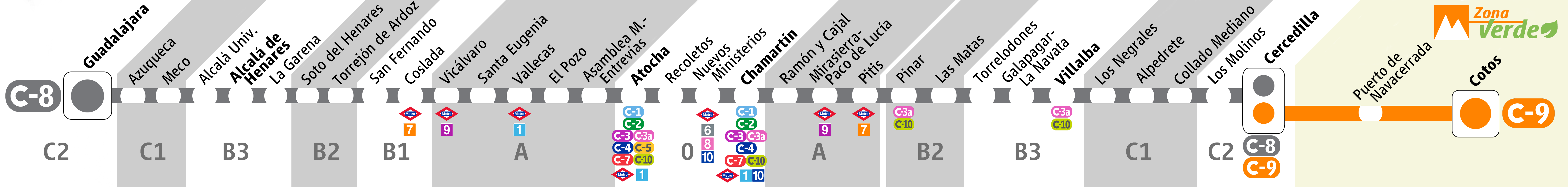
Linee C-8 e C-9